# Loi 6 du beach soccer
La loi 6 du beach soccer fait partie des lois régissant le beach soccer, maintenues par l'International Football Association Board (IFAB). La loi 6 se rapporte au chronométreur et au troisième arbitre.

## Règlement actuel

### Devoirs
Un chronométreur et un troisième arbitre sont désignés. Ils doivent se placer à l’extérieur du terrain de jeu, du même côté que la zone de remplacement et à hauteur de la ligne médiane imaginaire. Ils doivent recevoir un chronomètre adapté de la part de l’association ou du club qui organise le match.

### Chronométreur
Le chronométreur veille à ce que la durée du match soit conforme à la Loi 7 et, pour ce faire :
- il enclenche le chronomètre dès le coup d’envoi
- il arrête le chronomètre quand un but est marqué, quand un coup de pied de réparation ou un coup franc direct est accordé ou, sur indication des arbitres, en cas de blessure d’un joueur ou de perte de temps ;
- il arrête le chronomètre quand les arbitres le lui demandent ;
- il remet le chronomètre en marche juste après que soient joués les engagements, les coups francs directs, les coups de pied de réparation ou lors de la reprise du jeu après arrêt du chronomètre à la demande des arbitres.
- il supervise la période de 2 minutes effectives infligée comme punition à un joueur ayant été expulsé
- il annonce la fin de chaque période, la fin de la rencontre et celle de la prolongation à l’aide d’un sifflet ou de tout autre signal sonore différent de celui des arbitres
- il indique précisément aux arbitres à quel moment doivent débuter les deuxième et troisième périodes au terme des trois minutes de repos ; il indique également le début de la prolongation le cas échéant

### Troisième arbitre
Le troisième arbitre assiste les arbitres et le chronométreur :
- il note la durée et la raison de chaque arrêt de jeu
- il s’assure du bon déroulement des procédures de remplacement et, à l’aide d’un sifflet ou de tout autre signal sonore différent de celui des arbitres, il indique toute infraction qui se serait produite durant la procédure de remplacement si la règle de l’avantage n’a pas lieu de s’appliquer
- il note le numéro des buteurs et la minute à laquelle le but a été marqué
- il note le nom et le numéro des joueurs qui ont été avertis ou expulsés
- il fournit toute autre information pertinente relative au match
- il surveille le comportement des personnes assises sur les bancs des remplaçants
- il indique par écrit aux équipes le moment précis où un joueur exclu peut être remplacé

En cas de blessure, le troisième arbitre peut remplacer l’arbitre principal ou le deuxième arbitre ; il prend alors les fonctions de deuxième arbitre.

### Décisions
Le recours à un chronométreur et à un troisième arbitre est obligatoire lors de matches internationaux. En cas d’ingérence ou de comportement incorrect du chronométreur ou du troisième arbitre, l’arbitre principal le relèvera de ses fonctions et prendra les dispositions requises pour qu’il soit remplacé. Il fera également un rapport à l’autorité compétente.